# Orapa
Orapa   este un oraș  în  partea centrală a Botswana, în  districtul Central. Oraș minier, specializat în exploatarea diamantelor, aici se află una dintre cele mai mari mine de diamante din lume.